# Берлебашка
Берлеба́шка — гора в масиві Рахівські гори (частина Мармароського масиву). Розташована на півдні Рахівського району Закарпатської області, на південь від села Богдан і на південний схід від села Костилівка.

## Географія
Висота 1733,9 м. Гора має конусоподібну форму, схили дуже стрімкі (особливо південний), місцями скелясті. Вершина і привершинна частина незаліснена.
На північний схід розташована гора Петросул (1780,9 м), на південь — Піп Іван Мармароський (1936 м).
Гора Берлебашка лежить у межах Марамороського заповідного масиву Карпатського біосферного заповідника.
На північних схилах гори бере початок струмок Радомир, лівий доплив Квасного.

## Фото і Відео

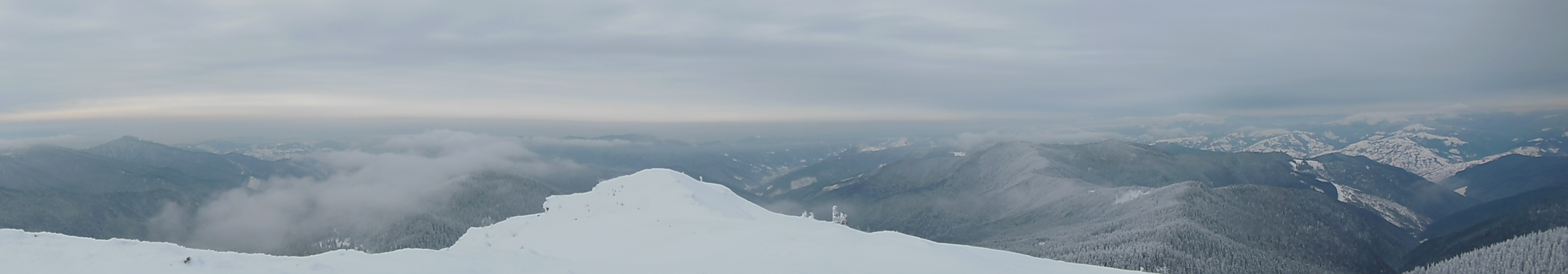
Вид із вершини г. Берлебашка в бік с. Ділове
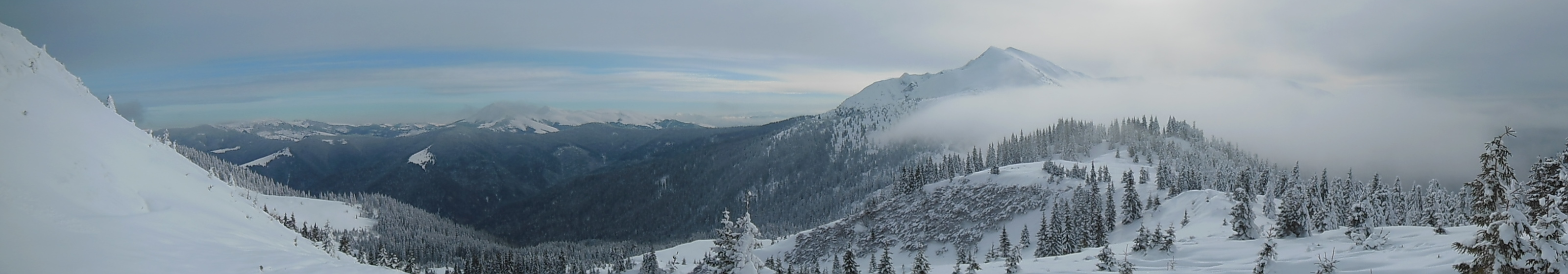
Панорама гори Піп Іван Мармароський із підніжжя г. Берлебашка
- Спуск групи з Бербалашки
- Сонячна погода з боку г. Бербалашки
- Налипання снігу на деревах на високогір'ї
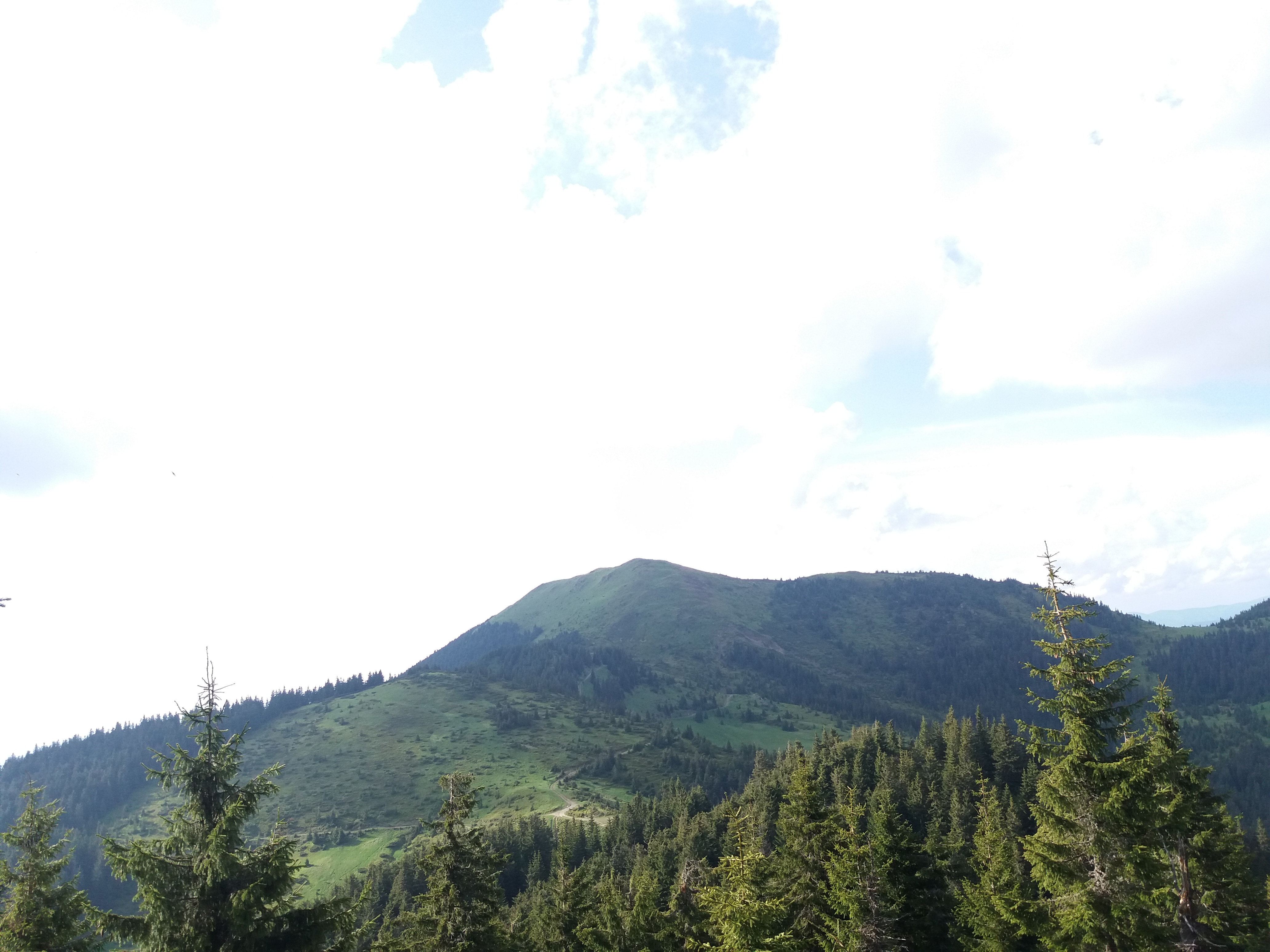
Гора Берлебашка